# Kalampaki
Kalampaki (in greco Καλαμπάκι?) è un ex comune della Grecia nella periferia della Macedonia orientale e Tracia di 4.491 abitanti secondo i dati del censimento 2021.
È stato soppresso a seguito della riforma amministrativa detta Programma Callicrate in vigore dal gennaio 2011 ed è ora compreso nel comune di Doxato.